# Jennifer Morse
Jennifer Leigh Morse () é uma matemática estadunidense, especializada em combinatória algébrica. É professora de matemática na Universidade da Virgínia. Suas áreas de interesse em combinatória algébrica incluem teoria de representação e aplicações em física estatística, funções simétricas, diagramas de Young e funções {\displaystyle k} de Schur, que são uma generalização dos polinômios de Schur.

## Formação e carreira
Morse obteve um Ph.D. em 1999 na Universidade da Califórnia em San Diego, com a tese Explicit Expansions for Knop-Sahi and Macdonald Polynomials, orientada por Adriano Garsia.
Foi membro do corpo docente da Universidade da Pensilvânia, da Universidade de Miami e da Universidade Drexel, antes de se mudar para a Universidade da Virgínia em 2017.

## Livro
Morse é uma dos seis coautores do livro {\displaystyle k}-Schur Functions and Affine Schubert Calculus (Fields Institute Monographs 33, Springer, 2014).

## Reconhecimento
Morse foi nomeada fellow da Simons Foundation em matemática em 2012 e novamente em 2021. Foi eleita fellow da American Mathematical Society na classe de 2021, "por contribuições à combinatória algébrica e teoria da representação e serviço à comunidade matemática".